# Compagnie des Fromages & RichesMonts
Compagnie des Fromages & RichesMonts (CF&R) ist ein französisches Unternehmen mit Sitz in Puteaux (westlich von Paris), das Weichkäse und Raclettekäse herstellt und vermarktet. Es entstand im Jahr 2008 aus der Zusammenlegung der Bongrain-Tochterfirma Compagnie des Fromages mit der Sodiaal-Tochter RichesMonts. Bongrain (inzwischen umbenannt in Savencia) und Sodiaal halten je 50 % der Anteile. Im Geschäftsjahr 2013 erzielte CF&R einen Umsatz von knapp 700 Millionen Euro.
CF&R produziert an neun Standorten in Lothringen, der Normandie und der Auvergne die Marken Cœur de Lion, Le Rustique, RichesMonts, St André und Révérend sowie für Handelsmarken. Die auf den Produkten vermerkten europäischen Zulassungsnummern, anhand der man den Hersteller identifizieren kann, sind: FR 01.388.003, FR 14.762.001, FR 43.040.002, FR 43.074.002, FR 50.168.001, FR 55.551.001, FR 57.060.001, FR 61.321.001 und FR 63.038.001.
Die CF&R GmbH, zuständig für den deutschen Markt, befindet sich in Kehl.

## Belege
1. ↑  Archivierte Kopie (Memento des Originals vom 15. Januar 2016 im Internet Archive)  Info: Der Archivlink wurde automatisch eingesetzt und noch nicht geprüft. Bitte prüfe Original- und Archivlink gemäß Anleitung und entferne dann diesen Hinweis.
2. 1 2  https://www.societe.com/societe/compagnie-des-fromages-et-richesmonts-501645196.html
3. ↑  Section IX - Liste des établissements agréés CE conformément au règlement (Liste der Zulassungsnummern für milchverarbeitende Betriebe). Abgerufen am 17. Dezember 2024 (französisch).
4. ↑  CF & R Molkereien & Käsereien aus Kehl in der Firmendatenbank wer-zu-wem.de. Abgerufen am 26. September 2017.